# Europeada de 2016
Europeada de 2016 será realizada na Itália na região do Tirol do Sul. A competição terá 24 participantes e pela primeira vez terá um torneio feminino com 6 participantes. 

## Participantes
- Masculino

| Nome da equipe                         | Minoria                           |
| -------------------------------------- | --------------------------------- |
| Südtirol                               | Tirol do Sul                      |
| I Ladins                               | Ladinia                           |
| Team Koroška/Kärnten                   | Eslovenos na Caríntia             |
| Ils Rumantschs                         | Romanche                          |
| Serbja - Lusatia                       | Sórbios na Lusatia                |
| Dänen in Deutschland / Sydslesvig      | Dinamarqueses na Alemanha         |
| Nordfrasche                            | Frísios do Norte                  |
| Team Nordschleswig - AE Mannschaft     | Alemães na Dinamarca              |
| Occitània                              | Occitânicos                       |
| Batı Trakya Türk Azınlığı              | Minória Turca na Trácia Ocidental |
| Hungarian Gipsy National Football Team | Ciganos na Hungria                |
| Slovak minority from Hungary           | Eslovacos na Hungria              |
| Ungarndeutsche                         | Alemães na Hungria                |
| Serbs in Croatia                       | Sérvios na Croatia                |
| FC Lusern - Cimbrian Team              | Cimbros                           |
| FC DFK Oberschlesien                   | Alemães na Polônia                |
| Armânamea                              | Arromenos                         |
| Hungarians from Romania                | Húngaros da Romênia               |
| RusDeutsch                             | Alemães na Russia                 |
| Elbrusoid FC                           | Carachaio-Bálcaras                |
| Ellan Vannin                           | Os Manês                          |
| Adalet                                 | Tártaros da Crimeia               |
| Eestimaa Rahvuste Ühendus              | Seleção de Minorias na Estônia    |
| Felvidéki Labdarúgó Egyesület          | Húngaros na Eslováquia            |

- Feminino

| Nome da equipe   | Minoria            |
| ---------------- | ------------------ |
| Südtirol         | Tirol do Sul       |
| I Ladins         | Ladinia            |
| Ils Rumantschas  | Romanche           |
| Serbja - Lusatia | Sórbias na Lusatia |
| Occitània        | Occitânicas        |
| RusDeutsch       | Alemãs na Russia   |

## Tabela

### Grupo A
| Equipe              | Pts. | J | V | E | D | GM | GS | SG  |
| ------------------- | ---- | - | - | - | - | -- | -- | --- |
| Ladinia             | 9    | 3 | 3 | 0 | 0 | 13 | 1  | 12  |
| Húngaros na Romênia | 6    | 3 | 2 | 0 | 1 | 10 | 3  | 7   |
| Tártaros da Crimeia | 3    | 3 | 1 | 0 | 2 | 4  | 14 | -10 |
| Turcos na Trácia    | 0    | 3 | 0 | 0 | 3 | 0  | 9  | -9  |

- Os Turcos da Trácia acabaram por cancelar sua participação sendo substituída pelo selecionado do Vale do Puster. Esses resultados não foram computados

| 19 de junho | Ladinia             | 2 - 1  | Húngaros na Romênia | St. Martin in Thurn |
|             | David Huber 27' 57' | Report | Norbert Dénes 73'   |                     |

| 19 de junho | Tártaros da Crimeia | 3 - 0 | Turcos na Trácia | St. Martin in Thurn |
|             |                     |       |                  |                     |

| 19 de junho | Tártaros da Crimeia | 1 - 9  | Vale do Puster                      | St. Martin in Thurn |
|             | 74'                 | Report | 10' 22' 31' 38' 50' 55' 76' 79' 82' |                     |

| 20 de junho | Tártaros da Crimeia | 1 - 6  | Húngaros da Romênia                                               | St. Vigil in Enneberg |
|             | Artur Temir 57'     | Report | Petru Silion 14' 42' 64' 83' · Balázs Székely 87' · Ákos Süto 90' |                       |

| 20 de junho | Ladinia | 3 - 0 | Turcos da Trácia | St. Vigil in Enneberg |
|             |         |       |                  |                       |

| 20 de julho | Ladinia                | 1 - 4  | Vale do Puster                                                         | St. Vigil in Enneberg |
|             | Florian Rubatscher 27' | Report | Sven Kerschbaumer 64' · Hagen Niederkofler 75' · Denis Kerrnki 79' 87' |                       |

| 21 de junho | Turcos na Trácia | 0 - 3 | Húngaros da Romênia | Pfalzen |
|             |                  |       |                     |         |

| 21 de junho | Vale do Puster                                                      | 5 - 4 | Húngaros da Romênia                                   | Pfalzen |
|             | Gol marcado · Gol marcado · Gol marcado · Gol marcado · Gol marcado |       | Gol marcado · Gol marcado · Gol marcado · Gol marcado |         |

| 21 de junho | Ladinia | 8 - 0 | Tártaros da Crimeia | Pfalzen |
|             | Alex Elzenbaumer · Aron Kostner · Davide Porcu · Florian Rubatscher · Marco Mutschlechner · Peter Mittermair · Samuel Frontull |       |                     |         |

### Grupo B
| Equipe              | Pts. | J | V | E | D | GM | GS | SG  |
| ------------------- | ---- | - | - | - | - | -- | -- | --- |
| Croatas na Sérvia   | 9    | 3 | 3 | 0 | 0 | 20 | 2  | 18  |
| Romanche            | 6    | 3 | 2 | 0 | 1 | 9  | 7  | 0   |
| Ciganos na Hungria  | 3    | 3 | 1 | 0 | 2 | 6  | 8  | -2  |
| Minórias na Estônia | 0    | 3 | 0 | 0 | 3 | 0  | 18 | -18 |

| 19 de junho | Ciganos na Hungria               | 4 - 0  | Minorias da Estônia | Niederdorf |
|             | György Juhász · Patrik Tarlósi · | Report |                     |            |

| 19 de junho | Croatas na Sérvia                                              | 5 - 2  | Romanche         | Niederdorf |
|             | Davor Poljakovic 35' 42' · Bojan Usumovic 49' · Ricard Rascani | Report | Mauro Demont 70' |            |

| 20 de junho | Croatas na Sérvia | 10 - 0 | Minorias na Estônia | Olang |
|             | Damir Lukac 3' · Igor Skenderovic 17' 24' · Slavisa Stipancevic 45' · Richard Rascani 50' (pen) · Dario Vojnic 51' 57' 65' · Davor Simic 66' · Milan Petres 82' | Report |                     |       |

| 20 de junho | Ciganos na Hungria                       | 2 - 3  | Romanche                                    | Olang |
|             | Csaba Bencsik 73' · Patrik Tarlosi 90+1' | Report | Tiziano Vinzens 32' 38' · Dermont Matiu 89' |       |

| 21 de junho | Romanche                                                           | 4 - 0  | Minorias na Estônia | Niederdorf |
|             | Alig Matias 34' (pen) · Ronny Caduff 60' 65' · Tiziano Vinzenz 81' | Report |                     |            |

| 21 de junho | Ciganos na Hungria | 0 - 5  | Croatas na Sérvia                                               | Niederdorf |
|             |                    | Report | Davor Simic 8' · Richard Rajcani 23' 35' · Dario Vojnic 33' 45' |            |

### Grupo C
| Equipe                 | Pts. | J | V | E | D | GM | GS | SG  |
| ---------------------- | ---- | - | - | - | - | -- | -- | --- |
| Húngaros na Eslováquia | 7    | 3 | 2 | 1 | 0 | 13 | 2  | 11  |
| Eslovenos na Caríntia  | 6    | 3 | 2 | 0 | 1 | 15 | 3  | 12  |
| Sórbios na Lusatia     | 4    | 3 | 1 | 1 | 1 | 9  | 6  | 3   |
| Alemães na Dinamarca   | 0    | 3 | 0 | 0 | 3 | 1  | 27 | -26 |

| 19 de junho | Eslovenos na Caríntia | 0 - 1  | Húngaros na Eslováquia | Ahrntal |
|             |                       | Report | Lajos Kalmár 80'       |         |

| 19 de junho | Sórbios na Lusatia                 | 5 - 1  | Alemães na Dinamarca | Ahrntal |
|             | David Jursch · Jonas Krautschick · | Report | Lorcan Mensing       |         |

| 20 de junho | Sórbios na Lusatia            | 2 - 2  | Hungaros na Eslováquia            | Muehlwald |
|             | Peter Domaschke · Simon Sauer | Report | Dávid Mészáros · Renáto Meszlényi |           |

| 20 de junho | Eslovenos na Caríntia | 12 - 0 | Alemães na Dinamarca | Muehlwald |
|             | Christian Dlopst pen' · Darjan Aleksic · Florian Kelih · Markus Mikl · Matija Smrtnik · Maximilian Kumer · Thomas Riedl pen' | Report |                      |           |

| 21 de junho | Alemães na Dinamarca | 0 - 10 | Húngaros na Eslováquia                                                                                           | Sand in Taufers |
|             |                      | Report | Dávid Mészáros · Dávid Zoller · Erik Gányovics · György Prágai · József Katona · Lajos Kalmár · Renáto Meszlényi |                 |

| 21 de junho | Eslovenos na Caríntia                             | 3 - 2  | Sórbios na Lusatia            | Sand in Taufers |
|             | Daniel Fratschko · Markus Mikl · Rafael Lerchster | Report | Denny Krahl · Peter Domaschke |                 |

### Grupo D
| Equipe                    | Pts. | J | V | E | D | GM | GS | SG  |
| ------------------------- | ---- | - | - | - | - | -- | -- | --- |
| Occitania                 | 7    | 3 | 2 | 1 | 0 | 9  | 3  | 6   |
| Eslovacos na Hungria      | 6    | 3 | 2 | 0 | 1 | 12 | 7  | 5   |
| Dinamarqueses na Alemanha | 4    | 3 | 1 | 1 | 1 | 9  | 4  | 5   |
| Arromenos                 | 0    | 3 | 0 | 0 | 3 | 2  | 18 | -16 |

| 19 de junho | Occitania                                                        | 4 - 1  | Arromenos   | Sand in Taufers |
|             | Guillaume Lafuente · Mathieu Irigoyembode · Quentin Chalut Natal | Report | Danut Stere |                 |

| 19 de junho | Dinamarqueses na Alemanha     | 2 - 3  | Eslovacos na Hungria                      | Sand in Taufers |
|             | Jonas Walter · Lukas Linhardt | Report | Gábor Krajcs · Róbert Furár · Daniel Zima |                 |

| 20 de junho | Dinamarqueses na Alemanha                 | 6 - 0  | Arromenos | Ahrntal |
|             | Lukas Larsen · Jonas Walter · Tim Meyer · | Report |           |         |

| 20 de junho | Occitania                       | 4 - 1  | Eslovacos na Hungria | Ahrntal |
|             | Boris Massaré · Mickaél Bertini | Report | Róbert Furár         |         |

| 21 de junho | Eslovacos na Hungria                                                        | 8 - 1  | Arromenos                | Muehlwald |
|             | Ákos Barta pen' · Dániel Zima · Dávid László · Máté Mészáros · Róbert Furár | Report | Alexandru Nicolae Bujicu |           |

| 21 de junho | Occitania               | 1 - 1  | Dinamarqueses na Alemanha | Muehlwald |
|             | Pierre Barremaecker 26' | Report | Steffan Eglseder 17'      |           |

### Grupo E
| Equipe             | Pts. | J | V | E | D | GM | GS | SG |
| ------------------ | ---- | - | - | - | - | -- | -- | -- |
| Tirol do Sul       | 9    | 3 | 3 | 0 | 0 | 14 | 3  | 11 |
| Frísios do Norte   | 4    | 3 | 1 | 1 | 1 | 10 | 15 | -5 |
| Ellan Vannin       | 3    | 3 | 1 | 0 | 2 | 4  | 6  | -2 |
| Alemães na Polônia | 1    | 3 | 0 | 1 | 2 | 6  | 10 | -4 |

| 19 de junho | Tirol do Sul                                                      | 3 - 0  | Ellan Vannin | Olang |
|             | Peter Mair 20' · Stefan Pareiner 69' · Thomas Piffrader 77' (pen) | Report |              |       |

| 19 de junho | Frísios do Norte                                           | 5 - 5  | Alemães na Polônia                                                                    | Olang |
|             | Jannik Drews 45' 58' · Lasse Paulsen 48' · Tobias Zuth 75' | Report | Tomasz Schichta 2' 6' · Damian Skoruppa 22' · Adam Zajac 32' · Damian Serwuszok 90+2' |       |

| 20 de junho | Frísios do Norte                | 3 - 2  | Ellan Vannin | Niederdorf |
|             | Lasse Paulsen 40' · Tobias Zuth | Report | Furo Davies  |            |

| 26 de junho | Tirol do Sul                                       | 3 - 1  | Alemães na Polônia | Niederdorf |
|             | Simon Greif 12' · Lukas Hofer 17' · Peter Mair 84' | Report | Tomasz Copik 65'   |            |

| 21 de junho | Alemães na Polônia | 0 - 2  | Ellan Vannin                     | Olang |
|             |                    | Report | Frank Jones 13' · Sean Doyle 54' |       |

| 26 de junho | Tirol do Sul | 8 - 2  | Frísios do Norte   | Olang |
|             | Simon Greif 13' · Peter Mair 15' · Martin Ritsch 26' · Matthias Bacher 41' · Thomas Piffrader 44' · Stefan Pareiner 56' 65' · Martin Pichler 62' | Report | Jannik Drews 2' 7' |       |

### Grupo F
| Equipe             | Pts. | J | V | E | D | GM | GS | SG  |
| ------------------ | ---- | - | - | - | - | -- | -- | --- |
| Alemães na Russia  | 7    | 3 | 2 | 1 | 0 | 17 | 1  | 16  |
| Alemães na Hungria | 2    | 3 | 0 | 2 | 1 | 4  | 13 | -9  |
| Sérvios na Croácia | 5    | 3 | 1 | 2 | 0 | 10 | 2  | 8   |
| Cimbros            | 0    | 3 | 0 | 0 | 3 | 3  | 18 | -15 |

| 19 de junho | Cimbros | 0 - 8  | Sérvios na Croácia                             | Pfalzen |
|             |         | Report | Nemanja Doric · Nenad Eric · Strahinja Bozic · |         |

| 26 de junho | Alemães na Russia                                                                  | 9 - 0   | Alemães na Hungria | Pfalzen |
|             | Aleksandr Genze · Artur Shleermakher · David Togoev · Ilia Shtein · Timur Dzebosov | Report] |                    |         |

| 20 de junho | Alemães na Russia | 0 - 0  | Sérvios na Croácia | St. Martin in Thurn |
|             |                   | Report |                    |                     |

| 20 de junho | Cimbros                         | 2 - 2  | Alemães na Hungria              | St. Martin in Thurn |
|             | Moreno Nicolussi Paolaz 25' 35' | Report | László Várfalvi 67' (pen) · 70' |                     |

| 21 de junho | Alemães na Hungria     | 2 - 2  | Sérvios na Croácia                                                                  | St. Vigil in Enneberg |
|             | Viktor Schneider 7' 9' | Report | Nened Eric 45' (Pênalti), minutos de jogo\|link=]] pen]]' · Aleksandar Glamocak 90' |                       |

| 21 de junho | Cimbros                           | 1 - 8  | Alemães na Hungria | St. Vigil in Enneberg |
|             | Moreno Nicolussi Paolaz 54' (pen) | Report | Ivan Vigil 11' · Artur Shleermakher 29' · Artem Gafner 30' · Konstantin Takoev 38' 64' · Nikolai Sharlapov 43' · Andrei Buller 45' · Sergei Paniugov 67' |                       |

### Quartas de Final
| 23 de junho | Croatas na Sérvia                      | 2 - 0  | Ladinia | St. Vigil in Enneberg |
|             | Davor Rajkovaca 29' · Dario Vojnic 67' | Report |         |                       |

| 23 de junho | Occitania                 | 0 - 0 (1 - 1 pro) | Húngaros na Eslováquia | Olang |
|             | Mathieu Irigoyemborde 94' | Report            | Gábor Renczes 101'     |       |

|  |       | Penalidades |
|  | 5 - 3 |             |

| 23 de junho | Tirol do Sul                                                            | 6 - 1  | Húngaros na Romênia |  |
|             | Matthias Bacher 11' 50' 75' 88' · Lukas Hofer 47' · Stefan Pareiner 60' | Report | Akos Süto 4'        |  |

| 23 de junho | Alemães na Russia                                                 | 3 - 3 (0 - 3 pro | Eslovenos na Caríntia                                                                                      |  |
|             | Ilia Shtein 28' (pen) · Andrei Buller 70' · Konstantin Takoev 82' | Report           | Markus Mikl 23' 61' · Marjan Kropiunik 49' · Christian Dlopst 93' · Darjan Aleksic 96' · Thomas Riedl 107' |  |

### Repescagem
| 24 de junho | Ladinia          | 1 - 3  | Húngaros da Eslováquia                       | Pfalzen |
|             | Peter Mittermair | Report | Lajos Kalmár · Mate Köböl · Renáto Meszlényi |         |

| 24 de junho | Húngaros na Eslováquia                  | 3 - 4  | Alemães na Russia                                     | Pfalzen |
|             | Gol marcado · Gol marcado · Gol marcado | Report | Gol marcado · Gol marcado · Gol marcado · Gol marcado |         |

### Semifinal
| 24 de junho | Croatas na Sérvia | 0 - 3  | Occitania | St. Martin in Thurn |
|             |                   | Report |           |                     |

| 24 de junho | Tirol do Sul                          | 2 - 0  | Eslovenos na Caríntia | St. Martin in Thurn |
|             | Lukas Hofer 60' · Matthias Bacher 62' | Report |                       |                     |

### Fase de colocação
Decisão 21º e 22º lugar
| 24 de junho | Minorias na Estônia | 3 - 0  | Croatas na Sérvia | St. Vigil in Enneberg |
|             |                     | Report |                   |                       |

Decisão do 19º e 20º lugar
| 24 de junho | Arromenos                                                  | 3 - 0  | Alemães na Dinamarca | St. Vigil in Enneberg |
|             | Angelo Anagnoste 26' · Tanase Halep 38' · Enach Pilici 50' | Report |                      |                       |

Decisão do 17º e 18º lugar
| 24 de junho | Alemães na Polônia | 10 - 0 | Cimbros | Niederdorf |
|             | Damian Kampa 21' · Daniel Rakowiecki 30' · Dawid Brehmer 35' · Tomasz Copik 42' 44' · Tomasz Schichta 47' 48' 54' · Krzysztof Renner 51' · Damian Serwuszok 59' | Report |         |            |

Decisão do 15º e 16º lugar
| 24 de junho | Tártaros da Crimeia | 0 - 4  | Alemães na Hungria                                                        | Niederdorf |
|             |                     | Report | Robert Muth 11' · Soma Vènosz 38' · Ferenc Cseke 45' · David Klencsàk 55' |            |

Decisão do 13º e 14º lugar
| 24 de junho | Ciganos na Hungria | 0 - 3  | Ellan Vannin | Ahrntal |
|             |                    | Report |              |         |

| 24 de junho | Puschtra                                     | 2 - 3  | Ellan Vannin                                        | Ahrntal |
|             | Rainer Philipp 50' · Niederkofler Julian 59' | Report | Joseph Morling 19' · Sam Caine 43' · Sean Doyle 61' |         |

Decisão do 11º e 12º lugar
| 24 de junho | Sórbios na Lusatia | 9 - 0  | Frísios do Norte | Ahrntal |
|             | Jonas Krautschick 4' 15' · David Jursch 5' 17' · Peter Domaschke 19' · Simon Sauer 30' · Sebastian Böhm 31' 47' · Felix Rehor 54' | Report |                  |         |

Decisão do 9º e 10º lugar
| 24 de junho | Sérvios na Croácia | 2 - 3  | Dinamarqueses na Alemanha                         |  |
|             | Nenad Eric 26' 38' | Report | Lukas Larsen 20' · Tim Meyer 49' · Tue Düring 53' |  |

Decisão do 7º e 8º lugar
| 24 de junho | Eslovacos na Hungria                          | 4 - 2  | Romanche                     |  |
|             | David Murvai 16' 90+7' · Róbert Furár 23' 84' | Report | Rafael Machado Gomes 21' 81' |  |

Decisão do 5º e 6º lugar
| 25 de junho | Ladinia | 3 - 0  | Húngaros na Romênia | Ahrntal |
|             |         | Report |                     |         |

Decisão do 4º lugar
| 25 de junho | Húngaros na Eslováquia | 1 - 0  | Alemães na Russia | Ahrntal |
|             |                        | Report |                   |         |

### Decisão do 3º Lugar
| 24 de junho | Eslovenos na Caríntia | 3 - 0  | - | Sand in Taufers |
|             |                       | Report |   |                 |

### Final
| 25 de junho | Occitânia          | 1 - 2  | Tirol do Sul                            | Sand in Taufers |
|             | Brice Martinez 67' | Report | Elmar Haller 2' · Thomas Piffrader 119' | Público: 1 500  |

## Premiação
| Europeada                |
| Campeão                  |
| TIROL DO SUL (3º Título) |
| ------------------------ |

## Feminino

### Grupo X
| Equipe             | Pts. | J | V | E | D | GM | GS | SG  |
| ------------------ | ---- | - | - | - | - | -- | -- | --- |
| Occitânia          | 6    | 2 | 2 | 0 | 0 | 14 | 2  | 12  |
| Tirol do Sul       | 3    | 2 | 1 | 0 | 1 | 6  | 2  | 4   |
| Sórbias na Lusatia | 0    | 2 | 0 | 0 | 2 | 1  | 17 | -16 |

| 19 de junho | Occitania | 12 - 1 | Sórbias na Lusatia    | Muehlwald |
|             | Laurie Saulnier 2' 22' · Solene Barbance 10' · Sarah Dernis 23' 69' 78' (pen) · Rose Lavaud 34' 40' 70-74' 80' · Morgane Ritter 44' · Laura Asensio 82' | Report | Chrystina Paschke 62' |           |

| 20 de junho | Tirol do Sul                                                           | 5 - 0  | Sórbias na Lusatia | Sand in Taufers |
|             | Daniela Consolati · Hannah Bielak · Katharina Pföstl · Verena Erlacher | Report |                    |                 |

| 20 de junho | Occitania                             | 2 - 1  | Tirol do Sul        | Ahrntal |
|             | Solene Barbance 61' · Rose Lavaud 74' | Report | Stefanie Reiner 32' |         |

### Grupo Y
| Equipe           | Pts. | J | V | E | D | GM | GS | SG  |
| ---------------- | ---- | - | - | - | - | -- | -- | --- |
| Alemãs na Russia | 6    | 2 | 2 | 0 | 0 | 10 | 0  | 10  |
| Ladinia          | 3    | 2 | 1 | 0 | 1 | 2  | 2  | 0   |
| Romanche         | 0    | 2 | 0 | 0 | 2 | 1  | 11 | -10 |

| 19 de junho | Alemãs na Rússia      | 1 - 0  | Ladinia | St. Vigil in Enneberg |
|             | Viktoriia Kozlova 67' | Report |         |                       |

| 20 de junho | Romanche            | 1 - 2  | Ladinia                                | Pfalzen |
|             | Fabiola Vincenz 69' | Report | Iris Steinmayr 7' · Giuana Prugger 47' |         |

| 21 de junho | Alemãs na Russia                                                                                            | 9 - 0  | Romanche | St. Martin in Thurn |
|             | Alena Viatkina 1' · Anastasiia Diyun 5' 13' 67' 70' 82' · Angelina Grimberg 84' Kristina Nurgalieva 86' 90' | Report |          |                     |

### Decisão do 5º Lugar
| 23 de junho | Sórbias na Lusatia | 1 - 0  | Romanche | Muehlwald |
|             | Sophia Böhmak      | Report |          |           |

### Semifinais
| 23 de junho | Occitania                                                                     | 6 - 0  | Ladinia | Pfalzen |
|             | Laurie Saulnier · Farah Lagra · Rose Lavaud · Sarah Dernis · Solaéne Barbance | Report |         |         |

| 23 de junho | Alemãs na Russia | 0 - 1  | Tirol do Sul | Sand in Taufers |
|             |                  | Report | Gol marcado  |                 |

### Decisão do 3º Lugar
| 24 de junho | Ladinia | 0 - 0 | Alemãs na Russia | Olang |
|             |         |       |                  |       |

|  |       | Penalidades |
|  | 2 - 3 |             |

### Final
| 24 de junho | Occitania              | 2 - 3  | Tirol do Sul                                                      | Olang |
|             | Laurie Saulnier 4' 42' | Report | Nadine Nischler 78' · Katrin Plankl 80' · Anna Katharina Peer 86' |       |

## Premiação
| Europeada                |
| Campeão                  |
| TIROL DO SUL (1º Título) |
| ------------------------ |